# Growl (chanson)
Pour les articles homonymes, voir Growl.
Singles de EXO
Wolf
(2013) Miracles in December
(2013)
Growl (coréen : 으르렁 ; chinois : 咆哮) est un single du boys band sud-coréano-chinois EXO, sorti le 31 juillet 2013 en coréen et en mandarin, comme chanson-titre issu de la réédition du même nom de leur premier album studio. La chanson a permis à EXO d'acquérir une certaine notoriété, le single ayant été vendu à plus d'un million d'exemplaires.

## Sortie et promotion
Composé par Hyuk Shin, DK, Jordan Kyle, John Major et Jarah Gibson, "Growl" est décrit comme une chanson dance-pop aux influences contemporaines de R&B et de funk. Après sa sortie, une vidéo montrant le groupe exécutant la chorégraphie de la chanson a été mise en ligne le 27 juillet. EXO a commencé à promouvoir la chanson sur les émissions de musique sud-coréennes le 1er août, quelques jours avant sa sortie officielle. Ils ont également interprété la chanson sur plusieurs émissions de télévision chinoises.

## Clip-vidéo
Les clips-vidéos coréens et chinois de "Growl" ont été mises en ligne le 31 juillet 2013. Ils mettent exclusivement en avant la chorégraphie de la chanson dans un entrepôt faiblement éclairé et utilisent le style "One shot (music video) (en)" (également utilisé pour Call Me Baby), qui semble avoir été filmé en une seule prise. Les versions originales du clip-vidéo, filmés dans des décors et plans différents, ont été mises en ligne le 20 août 2013. Un autre clip montre le groupe dans leur salle d'entraînement, répétant la chorégraphie de la chanson a été mise en ligne.
Le 20 mai 2016, « 으르렁 (Growl) » devient le second clip musical à atteindre les 100 millions de vues après « 중독 (Overdose) ».

## Interprétation en tournée
La chanson a été interprétée lors de leur première tournée : « THE LOST PLANET », de la tournée « EXO'luXion » dans une version alternative, lors de l'«EXO'rDIUM » sous une version réarrangée, l'«EℓyXiOn » dans une autre version ainsi que lors de leur tournée suivante.

## Accueil
"Growl" a pris la seconde place sur le Gaon Digital Chart en Corée du Sud, ainsi que la troisième place sur le Korea K-Pop Hot 100 et le Billboard World Digital Songs,,. La chanson a également remporté la première place 14 fois au total sur les plateaux dans les émissions musicales sud-coréennes.
Décrivant cela comme "le joyau d'EXO", Billboard a choisi "Growl" comme la meilleure chanson K-pop de l'année 2013. Il a été nommé « Chanson de l'année » aux Melon Music Awards 2013 et au KBS Music Festival. La chanson est le single le plus vendu d'EXO à ce jour, ayant accumulé plus de deux millions de téléchargements.
En juillet 2017, des transfuges nord-coréens ont déclaré qu'EXO jouissait d'une certaine popularité en Corée du Nord. "Growl" est particulièrement utilisé par les adolescents comme chanson de confession où un garçon exprime combien il aime une fille.

## Classements

### Classements hebdomadaires
| Classements                        | Meilleure position |
| ---------------------------------- | ------------------ |
| South Korea (Gaon)                 | 2                  |
| Korea K-Pop Hot 100 (Billboard)    | 3                  |
| US World Digital Songs (Billboard) | 3                  |
| Canadian Hot 100 (Billboard)       | 32                 |

### Classement mensuel
| Classement                  | Meilleure position |
| --------------------------- | ------------------ |
| South Korean singles (Gaon) | 2                  |

### Classement annuel
| Classement                      | Meilleure position |
| ------------------------------- | ------------------ |
| South Korean singles (Gaon)     | 56                 |
| Korea K-Pop Hot 100 (Billboard) | 19                 |

## Ventes

### Téléchargement
| Pays               | Ventes    |
| ------------------ | --------- |
| South Korea (Gaon) | 1 180 332 |

### Streaming
| Pays               | Ventes     |
| ------------------ | ---------- |
| South Korea (Gaon) | 70 794 967 |

## Prix et nominations
| Année | Prix                    | Titre                                 | Résultat   |
| ----- | ----------------------- | ------------------------------------- | ---------- |
| 2013  | MelOn Music Awards      | Song of the Year                      | Lauréat    |
| 2013  | MelOn Music Awards      | Music Video Award                     | Nomination |
| 2013  | Mnet Asian Music Awards | BC – UnionPay Song of the Year        | Lauréat    |
| 2013  | KBS Music Festival      | Song of the Year                      | Lauréat    |
| 2014  | Seoul Music Awards      | Record of the Year in Digital Release | Lauréat    |
| 2014  | Golden Disk Awards      | Digital Bonsang                       | Nomination |
| 2014  | World Music Awards      | World's Best Song                     | Lauréat    |

### Programmes de classements musicaux
| Programme                 | Date               |
| ------------------------- | ------------------ |
| Music Bank (KBS)          | 16 août 2013       |
| Music Bank (KBS)          | 23 août 2013       |
| Inkigayo (SBS)            | 18 août 2013       |
| Inkigayo (SBS)            | 25 août 2013       |
| Inkigayo (SBS)            | 1er septembre 2013 |
| Show Champion (MBC Music) | 21 août 2013       |
| Show Champion (MBC Music) | 28 août 2013       |
| Show Champion (MBC Music) | 4 septembre 2013   |
| M Countdown (Mnet)        | 22 août 2013       |
| M Countdown (Mnet)        | 29 août 2013       |
| M Countdown (Mnet)        | 5 septembre 2013   |
| Show! Music Core (MBC)    | 24 août 2013       |
| Show! Music Core (MBC)    | 31 août 2013       |
| Show! Music Core (MBC)    | 7 septembre 2013   |